# Marie Isabelle de Rohan
Marie Isabelle Gabrielle Angélique de Rohan, duchessa di Tallard (Parigi, 17 gennaio 1699 – Reggia di Versailles, 5 gennaio 1754), è stata una nobile francese, nipote di Madame de Ventadour e governante dei figli di Luigi XV e della sua consorte Maria Leszczyńska.

## Biografia

### Infanzia
Nacque a Parigi quarta di cinque figli. Suo padre fu Hercule Mériadec de Rohan, duca di Rohan-Rohan e la sua prima moglie Anne Geneviève de Lévis.
In quanto membro del Casato di Rohan godé del prestigioso rango di una Princesse étranger dato alla sua famiglia al principio del  XVII secolo dovuta alla loro rivendicazione ancestrale che risaliva ai Duchi di Bretagna. Come tale, ciò le consentiva l'appellativo di Sua Altezza. I suoi fratelli includevano Louise Françoise, duchessa de La Meilleraye (sposò un nipote di Ortensia Mancini ed è antenata dell'attuale Principe di Monaco) Jules de Rohan, principe di Soubise, Louise, principessa di Guéméné (moglie di Hercule Mériadec de Rohan, principe di Guéméné). Suo zio fu il Vescovo di Strasburgo.

### Matrimonio
Sposò Joseph d'Hostun de La Baume, figlio di Camille d'Hostun de La Baume, duca di Tallard il 13 marzo 1713; la sposa aveva quattordici anni. Suo marito era di quasi diciassette anni maggiore di lei.
La giovane Duchessa fu assegnata alla casa di Madame, moglie dello scomparso Filippo di Francia e madre del futuro Filippo d'Orléans, reggente di Francia; la nonna di Marie Isabelle, Madame de Ventadour, fece anche lei parte della casa di Madame.

### Governante dei figli di Francia
Nel 1735, sua nonna Charlotte de La Mothe-Houdancourt si ritirò dal suo ufficio di Governante dei figli di Francia. La posizione fu quindi data a Marie Isabelle. Avrebbe tenuto l'ufficio fino alle sue dimissioni il 10 gennaio 1754 quando sua nipote Madame de Marsan assunse il ruolo. Sua cognata Anne Julie de Melun funse da sotto governante dei bambini reali.
Madame de Tallard fu una dama di compagnia della principessa Enrichetta di Francia, figlia di Luigi XV e della sua consorte Maria Leszczyńska. Fu anche una Dame du palais della regina Maria. La Regina si dice che abbia avuto una forte simpatia per la giovane Duchessa che era spesso presente alle sue cene a Versailles.
Dal  1735 al 1754, Marie Isabelle fu responsabile dell'educazione e della tutela di Luigi, delfino di Francia così come delle sue molte sorelle - le principesse Luisa Elisabetta, la sua gemella Enrichetta e la principessa Adelaide. Fu in seguito responsabile per le figlie del Delfino stesso.
Marie Isabelle era presente alla presentazione di Anne Marie Louise de La Tour d'Auvergne, la prima moglie del suo pronipote.

### Morte
Morì nella notte tra il 4 e 5 gennaio 1754 al Palazzo di Versailles e nominò suo cugino Charles de Rohan, principe di Rochefort suo erede. Morì senza aver avuto figli. Suo marito le sopravvisse di venti mesi. La sua morte fu un grande dolore per il Re così come per i suoi molti allievi.
Fu sepolta il 7 gennaio 1754 nell'Église de La Merci a Parigi, il tradizionale luogo di sepoltura della linea di Soubise del Casato di Rohan.

## Ascendenza
|                                                |                                     |                                                        | Genitori                                        |  |  | Nonni |  |  | Bisnonni                              |  |  | Trisnonni                              |  |
|                                                |                                     |                                                        |                                                 |  |  |       |  |  | Hercule de Rohan, principe di Guéméné |  |  | Louis VI de Rohan, principe di Guéméné |  |
|                                                |                                     |                                                        |                                                 |  |  |       |  |  | Hercule de Rohan, principe di Guéméné |  |  | Louis VI de Rohan, principe di Guéméné |  |
|                                                |                                     | Eléonore de Rohan-Gié, contessa di Rochefort           |                                                 |  |  |       |  |  | Hercule de Rohan, principe di Guéméné |  |  |                                        |  |
| François de Rohan, principe di Soubise         |                                     |                                                        |                                                 |  |  |       |  |  | Hercule de Rohan, principe di Guéméné |  |  |                                        |  |
|                                                |                                     | Marie d'Avaugour                                       | Claude I d'Avaugour, conte di Vertus            |  |  |       |  |  |                                       |  |  |                                        |  |
|                                                |                                     | Marie d'Avaugour                                       | Claude I d'Avaugour, conte di Vertus            |  |  |       |  |  |                                       |  |  |                                        |  |
|                                                |                                     | Marie d'Avaugour                                       | Catherine Fouquet de La Varenne                 |  |  |       |  |  |                                       |  |  |                                        |  |
| Hercule Mériadec de Rohan, principe di Soubise |                                     | Marie d'Avaugour                                       |                                                 |  |  |       |  |  |                                       |  |  |                                        |  |
|                                                |                                     | Henri de Chabot, signore di Saint-Aulaye               | Charles Chabot, signore di Saint-Gelais         |  |  |       |  |  |                                       |  |  |                                        |  |
|                                                |                                     | Henri de Chabot, signore di Saint-Aulaye               | Charles Chabot, signore di Saint-Gelais         |  |  |       |  |  |                                       |  |  |                                        |  |
|                                                |                                     | Henri de Chabot, signore di Saint-Aulaye               | Henriette de Lur-Saluces                        |  |  |       |  |  |                                       |  |  |                                        |  |
| Anne de Rohan-Chabot                           |                                     | Henri de Chabot, signore di Saint-Aulaye               |                                                 |  |  |       |  |  |                                       |  |  |                                        |  |
|                                                |                                     | Marguerite, duchessa di Rohan                          | Henri II, duca di Rohan                         |  |  |       |  |  |                                       |  |  |                                        |  |
|                                                |                                     | Marguerite, duchessa di Rohan                          | Henri II, duca di Rohan                         |  |  |       |  |  |                                       |  |  |                                        |  |
|                                                |                                     | Marguerite, duchessa di Rohan                          | Marguerite de Béthune                           |  |  |       |  |  |                                       |  |  |                                        |  |
| Marie Isabelle de Rohan                        |                                     | Marguerite, duchessa di Rohan                          |                                                 |  |  |       |  |  |                                       |  |  |                                        |  |
|                                                | Charles de Lévis, duca di Ventadour | Anne de Lévis, duca di Ventadour                       |                                                 |  |  |       |  |  |                                       |  |  |                                        |  |
|                                                | Charles de Lévis, duca di Ventadour | Anne de Lévis, duca di Ventadour                       |                                                 |  |  |       |  |  |                                       |  |  |                                        |  |
|                                                | Charles de Lévis, duca di Ventadour | Marguerite de Montmorency, signora di Lers e Gourville |                                                 |  |  |       |  |  |                                       |  |  |                                        |  |
| Louis Charles de Lévis, duca di Ventadour      | Charles de Lévis, duca di Ventadour |                                                        |                                                 |  |  |       |  |  |                                       |  |  |                                        |  |
|                                                |                                     | Marie de La Guiche                                     | Jean François de La Guiche, conte di La Palisse |  |  |       |  |  |                                       |  |  |                                        |  |
|                                                |                                     | Marie de La Guiche                                     | Jean François de La Guiche, conte di La Palisse |  |  |       |  |  |                                       |  |  |                                        |  |
|                                                |                                     | Marie de La Guiche                                     | Suzanne aux Epaules                             |  |  |       |  |  |                                       |  |  |                                        |  |
| Anne Geneviève de Lévis                        |                                     | Marie de La Guiche                                     |                                                 |  |  |       |  |  |                                       |  |  |                                        |  |
|                                                |                                     | Philippe de La Mothe-Houdancourt, duca di Cardonne     | Philippe de La Mothe, signore d'Houdancourt     |  |  |       |  |  |                                       |  |  |                                        |  |
|                                                |                                     | Philippe de La Mothe-Houdancourt, duca di Cardonne     | Philippe de La Mothe, signore d'Houdancourt     |  |  |       |  |  |                                       |  |  |                                        |  |
|                                                |                                     | Philippe de La Mothe-Houdancourt, duca di Cardonne     | Louise Charles du Plessis-Picquet               |  |  |       |  |  |                                       |  |  |                                        |  |
| Charlotte Eleonore de La Mothe-Houdancourt     |                                     | Philippe de La Mothe-Houdancourt, duca di Cardonne     |                                                 |  |  |       |  |  |                                       |  |  |                                        |  |
|                                                |                                     | Louise de Prie                                         | Louis de Prie                                   |  |  |       |  |  |                                       |  |  |                                        |  |
|                                                |                                     | Louise de Prie                                         | Louis de Prie                                   |  |  |       |  |  |                                       |  |  |                                        |  |
|                                                |                                     | Louise de Prie                                         | Françoise de Saint Gelais                       |  |  |       |  |  |                                       |  |  |                                        |  |
|                                                |                                     | Louise de Prie                                         |                                                 |  |  |       |  |  |                                       |  |  |                                        |  |

## Titoli e trattamento
- 17 gennaio 1699 – 15 marzo 1713: Sua Altezza Marie Isabelle de Rohan
- 15 marzo 1713 – 5 gennaio 1754: Sua Altezza la Duchessa di Tallard